# Evgen Jarc
Evgen Jarc, slovenski politik in profesor, * 7. december 1878, Novo mesto, † 5. junij 1936, Ljubljana.
Jarc je od leta 1889 do 1897 obiskoval gimnazijo v Novem mestu, klasično filologijo, slavistiko in filozofijo pa od leta 1897 do 1901 na univerzi v Gradcu, služboval je kot profesor v Kranju (1901–1908) in od 1908 na I. državni gimnaziji v Ljubljani, ter kasneje še v Tuzli. Na univerzi se je inicijativno udeležil gibanja katoliškega dijaštva in bil med ustanovitelji slovenskega akademskega društva Zarje v Gradcu (1901) ter prosvetnega društva Naprej (Gradec 1902), ki je bilo namenjeno predvsem delavstvu. V Kranju je bil med soustanovitelji prosvetnega društva Kranj (1902) in več let tudi njegov predsednik, v Ljubljani predsednik Slovenske Straže (od ustanovitve do 1. svet.vojne), podpredsednik Slovenske krščanske.-socialne zveze (1909–1911), predsednik Slovenske katoliške akademije starešinstva (1924–1927) in  podpredsednik Kmečke zveze ter podpredsednik Kmetijske družbe. Udeležil se je katoliških shodov kjer je sodeloval v odsekih in plenumu, bil podpredsednik odseka za književnost in umetnost III. slovenskega katoliškega shoda, nastopil na deklaracijskih shodih v Škofji Loki in Metliki, na številnih strankinih shodih, in bil član načelstva in izvršilnega odbora SLS. V kranjskem deželnem zboru je zastopal volilni okraj  Kranj-Škofja Loka (1908–1918), bil član raznih odsekov, deželni odbornik (do 1910). Zastopal je stališče o ustanovitvi je  slovenske univerze. V državnem zboru na Dunaju je zastopal volivni okraj Novo mesto-Črnomelj (1910–1918) in kot poslanec nastopal zlasti v zvezi s problematiko o prehrani in preganjanu političnih nasprotnikov. 
Med prvo svetovno vojno se je aktivno vključil v uveljavljanje idej majniške deklaracije. Po vojni se je posvetil mestni politiki, se zavzemal za kulturni napredek in turistični razvoj Ljubljane. Tik pred smrtjo je postal glavni urednik Kronike slovenskih mest.